# Donald Tai Loy Ho
Don Ho, geboren Donald Tai Loy Ho, (* 13. August 1930 in Honolulu; † 14. April 2007) war ein hawaiischer Pop-Musiker, Sänger und Entertainer.

## Leben
Ho wurde im Stadtviertel Kakaʻako von Honolulu geboren. Er wuchs in Kāneʻohe auf. Ho war 1949 Absolvent der Kamehameha-Schule und des Springfield-College im Jahr 1950.
Sein Debüt-Album Don Ho Show veröffentlichte er im Jahr 1965 und begann in vielen Orten zu spielen, wie etwa in Las Vegas, am Lake Tahoe und in New York City. Ein Jahr später erschien sein zweites Album, Don Ho – Again!. Seine bekanntesten Lieder sind Tiny Bubbles und Pearly Shells. Später hatte Ho zahlreiche Gastauftritte in Fernsehserien wie Bezaubernde Jeannie, Drei Mädchen und drei Jungen, Sanford and Son, Drei Engel für Charlie und Fantasy Island. Sein Album Don Ho’s Greatest Hits wurde in den USA im August 2001 mit einer Goldenen Schallplatte ausgezeichnet. In den späten 1960er Jahren hatte Ho eine eigene TV-Show auf ABC. Sie lief von Oktober 1976 bis März 1977.
Im Jahr 2005 sang er ein Lied für den Film Aloha, Scooby-Doo!.
Ho starb am 14. April 2007 im Alter von 76 Jahren an Herzversagen.

## Familie
In erster Ehe war Don Ho 48 Jahre lang mit Melvamay Kolokea Wong verheiratet. Sie ist die Mutter seiner ersten sechs Kinder. Aus anderen Beziehungen stammen vier weitere Kinder. Immer wieder arbeitete Ho mit den Kindern zusammen – auf der Bühne, hinter der Bühne oder in seinem Unternehmen. Seine bekannteste Tochter ist Hoku, die für die Filme Schneefrei und Natürlich Blond den Titelsong eingesungen hat.